# Francesc de Paula Folch i Amich
Francesc de Paula Folch i Amich (Granada, 2 d'octubre de 1799 — Barcelona, 10 de desembre de 1888) fou un metge català del segle xix.
Fill de Jaume Folch i Gertrudis Amich. Casat amb Agnès Parellada. De 1830 a 1880 fou catedràtic de patologia general i d'anatomia patològica a la Facultat de Medicina, de la Universitat de Barcelona, de la que en seria degà.
El febrer de 1832, juntament amb Pedro María Rubio i Lorenzo Sánchez Núñez formà part de la comissió autoritzada pel rei Ferran VII d'Espanya per a viatjar per Europa per tal d'estudiar les epidèmies de còlera. Fruit d'això fou una Breve Descripcion del Colera Morbo Oriental (1834).
El 1845 va publicar un Tratado Elemental de Patologia General y Anatomia Patologica... (ISBN 1286982235).
La seva filla Mercè Folch i Parellada es va casar amb Josep Gallart i Forgas propietaris de Palau de les Heures. Un net seu era Alexandre Gallart i Folch.